# Hans de la Rive Box
Hans de la Rive Box (Amsterdam, 4 april 1906 – Hilversum, 16 mei 1985) was een Nederlands schrijver van voornamelijk jeugdboeken.

## Biografie
Hans de la Rive Box werd in Amsterdam geboren als de oudste van zes kinderen. Zijn vader was houthandelaar. In 1913 verhuisde het gezin naar Bussum waar hij de Gooise Hogereburgerschool bezocht. Hij publiceerde al op jonge leeftijd korte verhalen in verschillende maandbladen. Hij wilde journalist worden. Maar allereerst ging hij de handel in. Intussen bleef hij korte verhalen schrijven voor kranten als De Telegraaf, de Haagse Post, Het Leven. Geïllustreerd en De Prins der Geïllustreerde Bladen. Zijn eerste roman verscheen in 1924 onder het pseudoniem Mies Loman. Onder deze naam  schreef hij boeken voor jonge meisjes. In 1930 verliet hij zijn ouderlijk huis en ging werken bij een houthandel in Hilversum, waar hij ook ging wonen. Het eerste boek onder zijn eigen naam De gouden salamander / De man zonder zenuwen verscheen in 1931. Dit was geen jeugdboek maar een detectiveachtig verhaal, een element dat ook een grote rol speelt in zijn jeugdboeken. Hij ging werken voor de Nederlandse Jeugdbibliotheek van Uitgeverij Helmond. In de jaren dertig was hij een populaire en succesvolle auteur. Hij schreef veel jongensboeken, maar ook boeken voor meisjes en voor volwassenen. Hij schreef ook onder de pseudoniemen Vera Robinson, Loek Walbeeke, Wouter Walden, Madelon van Ingen, Nonnie Welden, Nellie Wesseling en Mies Loman. Hij was een veelschrijver, in de jaren dertig schreef hij gemiddeld 10 boeken per jaar. Tussen 1931 en 1941 schreef hij 52 boeken.  
Op 23 oktober 1944 werd De la Rive Box met 800 plaatsgenoten bij een razzia opgepakt en vervoerd naar Bramsche in Duitsland. In de roman De hel van Bramsche (1945) vertelt hij over zijn ervaringen als dwangarbeider.
Na de oorlog ging hij werken in de brandkastenhandel en hij bleef romans schrijven, voornamelijk jeugdboeken. In 1973 verscheen zijn laatste boek Het geheim van Wieske Wiel. In totaal schreef hij meer dan 70 jeugdboeken. 
De la Rive Box overleed op 16 mei 1985 in Hilversum.